# Josef Losert
Josef Losert Jr. (ur. 4 lutego 1908 w Wiener Neustadt, zm. 25 października 1993 we Fryburgu Bryzgowijskim) – austriacki szermierz i saneczkarz, dwukrotny medalista mistrzostw świata.
Podczas mistrzostw świata w Budapeszcie w 1933 roku (oficjalnie zawody tego cyklu rozgrywane są pod tą nazwą dopiero od 1937) Austriacy w składzie: Ernst Baylon, Richard Brünner, Kurt Ettinger, Josef Losert i Hans Lion zdobyli srebrny medal. W tej samej konkurencji wywalczył też brązowy medal na mistrzostwach świata w Paryżu w 1937 roku.
Na igrzyskach olimpijskich w Berlinie w 1936 roku był czwarty we florecie drużynowym. W turnieju indywidualnym dotarł do półfinałów. Startował tam również w szabli, zajmując piąte miejsce drużynowo i ósme indywidualnie.
Po Anschlussie został członkiem Schutzstaffel (SS). Po wojnie pracował jako trener.
Jego córka, Ingrid Losert i syn, Roland Losert także zostali szermierzami.